# 中野幹隆
中野 幹隆（なかの みきたか、1943年 - 2007年1月14日）は、日本の書籍・雑誌の編集者である。1970年代に『現代思想』、『エピステーメー』両誌の創刊編集長を歴任、1980年代に「週刊本」を手がけた。哲学書房、セーマ出版創立者・社主。

## 人物・来歴
1943年（昭和18年）、長野県東筑摩郡宗賀村（現塩尻市）に生まれる。
1967年（昭和43年）、日本出版協会に入社、20代半ばで『日本読書新聞』編集長を務め、1970年（昭和45年）前後に竹内書店に移籍、季刊誌『パイデイア』の編集を手がける。1972年（昭和47年）に同社を退社し、青土社に移籍、三浦雅士らとともに1973年（昭和48年）、『現代思想』を創刊、編集長に就任する。
1975年（昭和50年）、朝日出版社に移籍、同年、月刊誌『エピステーメー』を創刊する。1977年（昭和52年）10月の臨時増刊号として、ジル・ドゥルーズとフェリックス・ガタリの共著『リゾーム』を豊崎光一の翻訳を得て編集、1978年（昭和53年）4月には同誌3+4月号として、山田宏一、山根貞男、蓮實重彦の全面協力を得て特集「映画狂い」を編集、1979年（昭和54年）7月には、蓮實重彦の小説『陥没地帯』を掲載した終刊号44号を発行して、同誌の歴史を閉じた。雑誌編集と平行し、「エピステーメー選書」、「エピステーメー叢書」、対談に特化した書籍シリーズ「Lecture books」として書籍の編集も行った。1980年（昭和55年）10月から1年間、毎巻矢野道雄、藪内清、伊東俊太郎らを責任編集に据え、書籍シリーズ「科学の名著」を編集する。
1978年12月刊行のLecture booksシリーズ『哺育器の中の大人 - 精神分析講義』で岸田秀と対談した伊丹十三を責任編集として、1981年（昭和56年）7月、精神分析をメインテーマとした月刊誌『モノンクル』を創刊、これを手がけた。1982年（昭和57年）、同誌は6号で休刊、伊丹は映画監督デビュー作『お葬式』の準備に入った。1983年（昭和58年）12月には、小林康夫らが執筆する『講座＝思考の関数 1』、翌1984年（昭和59年）4月には五十嵐一らが執筆する『講座＝思考の関数 2』を編集した。
1984年6月、「ポストモダン叢書」の第1作、ジャック・ラカン『二人であることの病い』を刊行、翌7月には丹生谷貴志『光の国 あるいはvoyage en vain』を「リゾーム群書」の第1作として上梓するが、同群書は同書のみに終わった。同年10月には、週刊ペースで刊行する書き下ろしペーパーバックのシリーズ「週刊本」のリリースを開始する。1985年（昭和60年）11月までに全44冊を編集・発行した。それと平行して1985年7月には『エピステーメーII』を創刊、同年10月、書籍シリーズ「思考の響応」を立ち上げ、第1作としてマンフレッド・タフーリ『建築のテオリア あるいは史的空間の回復』を刊行、『エピステーメーII』は、同年11月に臨時増刊号、同年12月に第2号を編集を手がけて中野が朝日出版社を退社、翌1986年（昭和61年）4月の第3号の編集は赤井茂樹、装幀は鈴木成一が手がけて終刊した。
1986年3月、出版社哲学書房を創立し、社主となり、同時に同年同月、哲学書房から蓮實重彦の1979年の小説『陥没地帯』の単行本を上梓する。1987年（昭和62年）11月、『季刊哲学0号』、翌年1988年（昭和63年）、『季刊哲学創刊号』を編集・発行、1991年（平成3年）10月の『季刊哲学12号』まで刊行した。
1995年（平成7年）10月、多田富雄らを執筆者に『季刊ビオス』を創刊する。1997年（平成9年）10月には季刊誌『セーマ』を創刊する。
3年近い闘病生活の末、2007年（平成19年）1月14日、右腎盂尿管癌により神奈川県横浜市内の自宅で死去した。満63歳没。同17日、同県鎌倉市・円覚寺で行われた葬儀の葬儀委員長は、東京女子大学教授の黒崎政男が務めた。
没後の同年9月 - 10月、ジュンク堂の新宿店、池袋店、京都BAL店等で、中野を追悼し、ブックフェア「中野幹隆という未来」が開かれた。科学思想史学者・大阪府立大学名誉教授の金子務によれば、中野が哲学書房で切り開いた「印税0」の出版ビジネスモデルは「中野モデル」と呼ばれ、学術出版を行う他社でも採用されるようになっているという。

## おもなビブリオグラフィ
国立国会図書館蔵書検索によれば、中野幹隆名での著書は存在しない。以下は編集および発行に携わった雑誌・書籍群である。

### 定期刊行物
- 『日本読書新聞』 : 日本出版協会
- 『パイデイア』 : 竹内書店
- 『現代思想』 : 青土社
- 『エピステーメー』 : 朝日出版社、1975年 - 1979年
- 『エピステーメーII』 : 朝日出版社
- 『モノンクル』 : 朝日出版社、1981年 - 1982年
- 『季刊哲学』 : 哲学書房、1987年 - 1991年
- 『季刊ビオス』 : 哲学書房、1995年 - 1996年
- 『セーマ』 : セーマ出版 / 哲学書房、1997年 - 1988年

### 書籍シリーズ
- エピステーメー選書 : 朝日出版社、1977年 - 1978年
- エピステーメー叢書 : 朝日出版社、1976年 - 1983年
- Lecture books : 朝日出版社、1978年 - 1988年
- 科学の名著 : 全11巻（内別巻1）、朝日出版社、1980年 - 1981年
- 講座＝思考の関数 : 全2巻、朝日出版社、1983年 - 1984年
- 週刊本 : 朝日出版社、1984年 - 1985年
- ポストモダン叢書 : 朝日出版社、1984年 - 1988年
- リゾーム群書 : 全1巻、朝日出版社、1984年（丹生谷貴志『光の国 あるいはvoyage en vain』のみ）
- 思考の響応 : 朝日出版社、1985年 - 1986年